# SN 2008ej
SN 2008ej – supernowa typu II odkryta 27 lipca 2008 roku w galaktyce UGC 276. W momencie odkrycia miała maksymalną jasność 18,80m.